# Glenea sedecimmaculata
Glenea sedecimmaculata är en skalbaggsart som beskrevs av Stefan von Breuning 1950. Glenea sedecimmaculata ingår i släktet Glenea och familjen långhorningar.
Artens utbredningsområde är Sarawak. Inga underarter finns listade i Catalogue of Life.